# Android Pie
Android 9 hay Android "Pie" (có tên mã phát triển là Android P) là phiên bản phát hành lớn thứ chín của hệ điều hành Android. Nó được công bố lần đầu bởi Google ngày 7 tháng 3 năm 2018 và phiên bản xem trước cho nhà phát triển đầu tiên được phát hành cùng ngày. Vào ngày 7 tháng 8 năm 2018, Android Pie đã chính thức được ra mắt. Những máy Google Pixel được nhận bản cập nhật Android 9.0 đầu tiên, sau đó là những máy Nokia của HMD Global. Đây cũng là phiên bản Android cuối cùng được đặt tên mã nội bộ theo các món đồ ăn ngọt.
Tính đến tháng 10 năm 2022, 9,48% tổng số thiết bị Android chạy Android 9 (không nhận được bản cập nhật bảo mật), riêng 16,58% máy tính bảng vẫn chạy Android 9, đây là phiên bản phổ biến thứ tư hiện nay.

## Lịch sử
Android Pie, sau đó gọi là "Android P," được Google công bố lần đầu vào ngày 7 tháng 3 năm 2018. El Khoury, Rita. “Google announces Android P: Notch support, multi-camera API, indoor positioning, and more”. Android. Illogical Robot LLC. Truy cập ngày 7 tháng 3 năm 2018. và bản xem trước dành cho nhà phát triển đầu tiên được phát hành cùng ngày. Whitwam, Ryan. “Android P developer preview images and OTA files are now live, but no beta program yet”. Android. Illogical Robot LLC. Truy cập ngày 7 tháng 3 năm 2018. Bản xem trước thứ hai, xem xét beta quality, được phát hành vào ngày 8 tháng 5 năm 2018. Burke, Dave (ngày 8 tháng 5 năm 2018). “What new in Android P Beta”. Android Developers Blog. Google. Truy cập ngày 17 tháng 8 năm 2018. Bản xem trước thứ ba, được gọi là Beta 2, được phát hành vào ngày 6 tháng 6 năm 2018. Burke, Dave (ngày 6 tháng 6 năm 2018). “Android P Beta 2 and final APIs!”. Android Developers Blog. Google. Truy cập ngày 17 tháng 8 năm 2018. Bản xem trước thứ tư, được gọi là Beta 3, được phát hành vào ngày 2 tháng 7 năm 2018. Burke, Dave (ngày 2 tháng 7 năm 2018). “Android P Beta 3 is now available”. Android Developers Blog. Google. Truy cập ngày 17 tháng 8 năm 2018. </ref> Bản beta cuối cùng của Android P được phát hành vào ngày 25 tháng 7 năm 2018. Burke, Dave (ngày 25 tháng 7 năm 2018). “Final preview update, official Android P coming soon!”. Android Developers Blog. Google. Truy cập ngày 16 tháng 8 năm 2018.</ref>
Android "P" được phát hành chính thức vào ngày 6 tháng 8 năm 2018 với tên "Android 9 Pie" và ban đầu có sẵn cho Google Pixel và các thiết bị Essential Phone. Sony Xperia XZ3 là thiết bị đầu tiên được cài đặt sẵn Android Pie.
Google tuyên bố sẽ phát hành Android 9 Pie (Phiên bản Go), phiên bản rút gọn của Android Pie, vào mùa thu.

## Tính năng

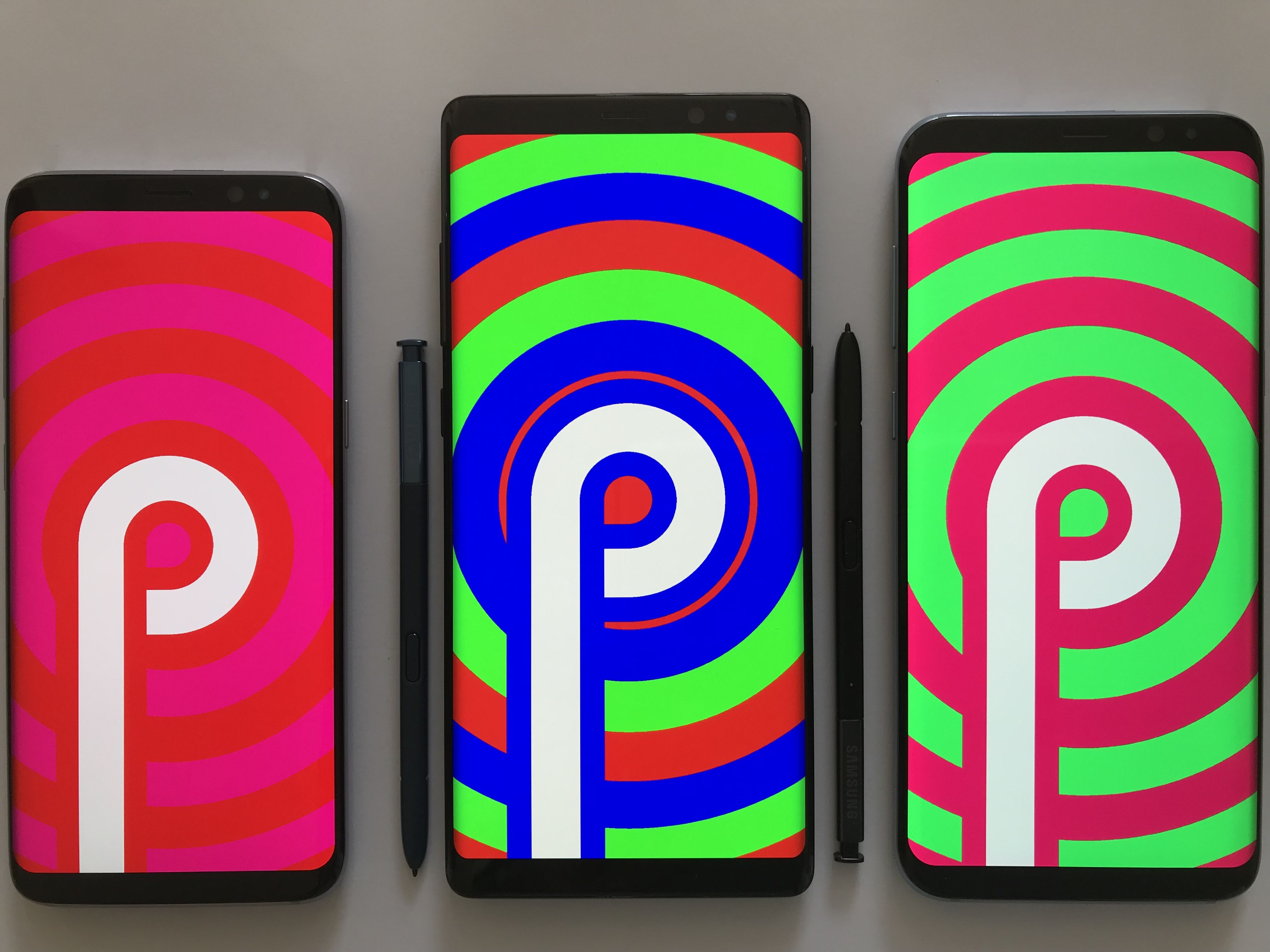

### Trải nghiệm người dùng
- Giao diện mới cho menu cài đặt nhanh.[9]
- Đồng hồ được chuyển sang bên trái thanh thông báo thay vì là bên phải hay chính giữa.[10]
- Phần "dock" bổ sung phần nền bán trong suốt.[10]
- Trình tiết kiệm pin không còn đổi sang màu cam đối với thanh thông báo và thanh trạng thái nữa.[9]
- Nút "chụp ảnh màn hình" vẫn giữ nguyên và kế thừa từ những hệ điều hành Android trước đó. Đặc biệt, là Android 6.0 trở đi.[10]
- Thanh trượt âm lượng được thu nhỏ và chuyển về bên tay phải của điện thoại.[10]
- Giữ nguyên và nâng cấp trình chỉnh sửa ảnh màn hình.
- Hỗ trợ sticker thực tế ảo tai thỏ[9]
- Thiết kế lại thanh trượt âm lượng dễ thao tác hơn.
- Tối ưu chế độ Dark mode (chế độ tối) đối với người thường xuyên sử dụng máy vào Ban đêm
- Adaptive battery tự tắt thông báo đối với những ứng dụng ít sử dụng.
- Digital Wellbeing giúp quản lý điện thoại và sức khỏe của người dùng,qua đó có thể cai nghiện smartphone.

### API
- Truy cập nhiều camera hữu ích để truy cập camera kép cho tầm nhìn âm thanh nổi.
- Máy ảnh hiệu chuẩn nội tại cho hình ảnh được chỉnh sửa.
- Wifi-RTT cho định vị trong nhà.
- Bộ mã hóa và giải mã hình ảnh và video mới.
- Thuật toán nén thích ứng AptX cho độ trễ tốt hơn và âm thanh chất lượng tốt hơn thông qua Bluetooth.

### Bảo mật
- Chế độ "Khóa" mới vô hiệu hóa xác thực sinh trắc học sau khi được kích hoạt, chế độ này sẽ bị vô hiệu hóa khi người dùng sử dụng mật khẩu của họ để đăng nhập.
- DNS qua TLS.
- Quyền truy cập hạn chế vào các tệp trong / Proc / net làm rò rỉ thông tin mạng như các kết nối đang hoạt động.

### Ngôn ngữ chỉ báo trong UI
- Odia và Assamese hiện được hỗ trợ vì các ngôn ngữ UI bắt đầu từ Android 9.0 và thông báo "Có thể không có sẵn trong một số ứng dụng" không còn được hiển thị cho chúng. Trong phiên bản trước (Android 8.1 Oreo), chỉ có tiếng Bengal, Gujarati, Gurumukhi, Hindi, Malayalam, Kannada, Marathi, Tamil và Telugu là có sẵn.

## Đánh Giá
Một số người dùng đã báo cáo là máy của họ có thể bị giảm tuổi thọ pin sau khi nâng cấp lên Android Pie. Tuy nhiên, tính năng Adaptive Battery sẽ khắc phục điểm yếu những smartphone có dung lượng pin thấp (chẳng hạn Pixel 2 chỉ có viên pin 2.700mAh)